# Pidżama Porno
Pidżama Porno (Pyžamové porno) je polská punk-rocková skupina, která vznikla v prosinci roku 1987 v Poznani.

## Historie
Skupina byla založena v roce 1987 dvojicí studentů poznaňské univerzity, Krzysztofem Grabowským a Andrzejem Kozakiewicem. První album jim vyšlo pod názvem Ulice jak stygmaty v roce 1989.

## Členové
- Krzysztof "Grabaż" Grabowski – zpěv
- Andrzej "Kozak" Kozakiewicz – elektrická kytara
- Slawek "Dziadek" Mizerkiewicz – elektrická kytara
- Julian "Julo" Piotrowiak – basová kytara
- Rafal "Kuzyn" Piotrowiak – bicí

## Diskografie
| rok  | název                                   | vydavatel    |
| ---- | --------------------------------------- | ------------ |
| 1989 | Ulice jak stygmaty                      | Lewy Front   |
| 1990 | Futurista                               | Mami         |
| 1994 | Zamiast burzy                           | Mami         |
| 1997 | Złodzieje zapalniczek                   | S.P. Records |
| 1998 | Styropian                               | S.P. Records |
| 1999 | Ulice jak stygmaty - absolutne rarytasy | S.P. Records |
| 2001 | Marchef w butonierce                    | S.P. Records |
| 2004 | Bulgarskie Centrum                      | S.P. Records |
| 2007 | Zlodzieje zapalniczek - reedycja        | S.P. Records |
| 2009 | Styropian - reedycja                    | S.P. Records |